# Castle Acre
Castle Acre – wieś w Anglii, w hrabstwie Norfolk, w dystrykcie King’s Lynn and West Norfolk. Leży 43 km na zachód od Norwich i 144 km na północny wschód od Londynu.
Miejscowość liczy 800 mieszkańców.